# Szukcinimid
A szukcinimid gyűrűs imid, képlete C4H5NO2. Különböző szerves kémiai szintézisekben, valamint néhány ipari ezüstbevonási folyamatban használják.

## Szukcinimidek
A szukcinimidek közé azok a vegyületek tartoznak, melyekben szukcinimidcsoport található. Több fontos felhasználási területük is van. Először is, számos szukcinimidet görcsgátló szerként használnak, ilyen többek között az etoszuximid, a fenszuximid és a metszuximid. Szukcinimideket használnak a fehérjék vagy peptidek és műanyagok között kovalens kötések létrehozására, amit különféle assay technikákban használnak fel.

## Fordítás
Ez a szócikk részben vagy egészben az Succinimide című angol Wikipédia-szócikk ezen változatának fordításán alapul.  Az eredeti cikk szerkesztőit annak laptörténete sorolja fel. Ez a jelzés csupán a megfogalmazás eredetét és a szerzői jogokat jelzi, nem szolgál a cikkben szereplő információk forrásmegjelöléseként.